# Massamagrell
Massamagrell és un municipi del País Valencià situat a la comarca de l'Horta Nord.

## Geografia
Està situat a la part septentrional de l'Horta de València, vora la costa, amb una platja de tan sols 300 m de longitud i té la zona humida de la Marjal de Rafalell i Vistabella. El terreny és completament pla, llevat de la zona situada a l'oest de la població, on hi ha uns pujols d'uns 40 m d'altitud. El sòl està constituït per depòsits quaternaris.

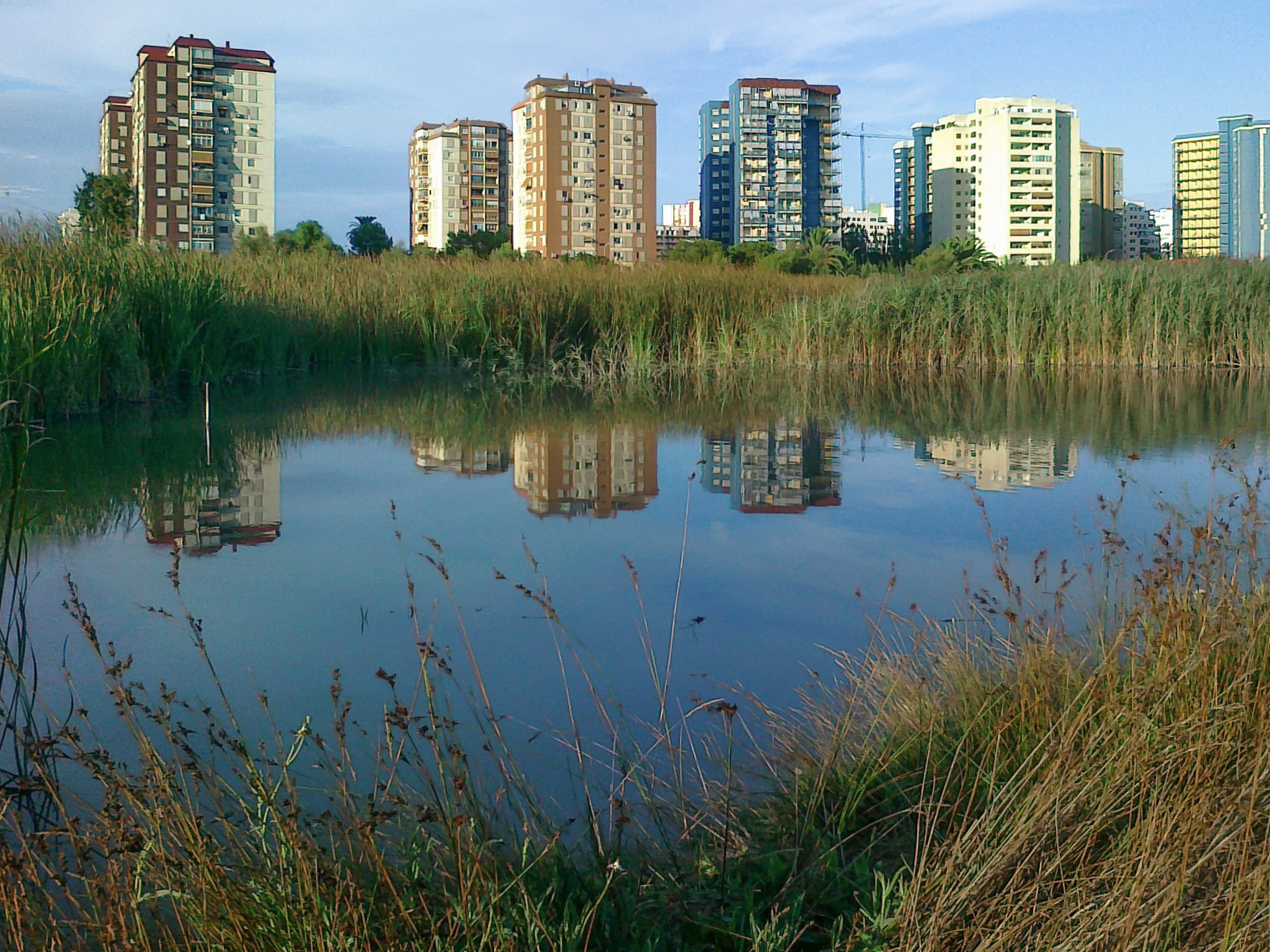
La marjal de Massamagrell

El terme municipal de Massamagrell limita amb les localitats de Massalfassar, Museros, la Pobla de Farnals, Rafelbunyol i València; totes a la mateixa comarca de l'Horta de València. S'hi pot accedir des de la Ciutat de València, per carretera, agafant la V-21 per enllaçar amb la CV-300. També compta amb una estació de tren (Línia 3 de Metro) de FGV.

## Toponímia
El topònim és discutit. Hi ha qui veu una base netament àrab, derivant de منزيل ألغريل (manzīl al-Grīl) que voldria dir "casa de al-Gril o de Agrel". Tot i això, altres autors proposen que haja derivat del llatí mansum Macrelum, que significaria "casa del Prim", i per acabar hi ha qui defén un origen mixt.

## Història
Els primers vestigis històrics en el terme de Massamagrell els trobem en els pujols dels Germanells, a on en els anys 70 es va fer una excavació arqueològica d'un poblat de l'edat del bronze. De l'època romana trobem vestigis de la Via Augusta i en els camins de les centuriacions.
La primera referència històrica de Massamagrell apareix en la primera pàgina del Llibre del Repartiment, en data 9 de juliol 1237, on Jaume I atorga a Oxova de Peralta tres jovades de terra de l'alqueria de Massamagrell, que era propietat d'Abdoabela Abenova Alchariç. Una volta acabada la conquesta, va ser atorgada a Pere Arçeç d'Aguilar, però després la va canviar per una altra i va donar l'alqueria de Massamagrell a Sancho de Vera, a Pere Navascos, a Jimeno Navascos i a Fortúnat Sánchez.
En 1271 l'alqueria de Massamagrell era propietat de l'Orde de Calatrava i el 17 de juliol de 1271 va atorgar el domini emfitèutic, en la Carta de poblament de Massamagrell, a Ramon de Queralt i altres pobladors. L'any 1392, el rei va transferir els drets que conservava a Ramon Boïl, la seua família va obtindre anys després, en 1426, els drets de l'Orde de Calatrava i onze anys més tard la jurisdicció criminal. El marqués de Dos Aigües va ser el seu últim senyor territorial.
En 1646, tenia 105 cases (500 habitants) quasi mig segle després que els moriscs foren expulsats. L'any 1794 comptava ja amb 230 cases (més de 1000 habitants). Un segle més tard, el 1897, la població s'havia quasi triplicat, arribant als 2852 habitants. Al cadastre de Massamagrell apareix en 1880 la referència de la Cova Mansergas. Les cases cova varen sorgir per necessitat, per a ser utilitzades com a habitatge. L'única que es conserva actualment és la Cova Mansergas. Està ubicada al número 54 de l'avinguda Serra, al barri de la Magdalena. El cens oficial de 1900 era de 2613 habitants.

## Demografia
Segons el darrer cens (INE 2017), Massamagrell té una població de 15.553 habitants.
| any  | habitants |
| ---- | --------- |
| 1990 | 12.274    |
| 1992 | 12.260    |
| 1994 | 12.505    |
| 1996 | 12.283    |
| 1998 | 12.499    |
| 2000 | 12.766    |
| 2002 | 13.221    |
| 2004 | 13.826    |
| 2006 | 14.388    |
| 2007 | 14.568    |
| 2009 | 15.210    |
| 2012 | 15.550    |
| 2017 | 15.553    |
| 2022 | 16.223    |

## Economia
La ramaderia té certa importància al sector porcí i avícola. Encara que té costa, no s'hi practica la pesca. La indústria rivalitza amb l'agricultura com a font de riquea, i ad ella es deu el fort augment de població experimentat en els últims anys.

## Política i govern

### Composició de la Corporació Municipal
El Ple de l'Ajuntament està format per 17 regidors. En les eleccions municipals de 26 de maig de 2023 foren elegides 6 representants del Partit Socialista del País Valencià (PSPV-PSOE), 6 del Partit Popular (PP), 2 de Veïns per Massamagrell (VpM), 2 de Compromís-Acord per Guanyar (Compromís) i 1 de Vox.
| Eleccions municipals de 28 de maig de 2023 - Massamagrell |                                          |                                     |                                     |         |          |          |
| Candidatura | Candidatura                              | Candidatura                         | Cap de llista                       | Vots    | Vots     | Regidors |
| | Partit Socialista del País Valencià-PSOE |                                     | Francisco Gómez Laserna             | 2.505   | 30,40%   | 6 (+1)   |
| | Partit Popular                           |                                     | Pilar Peris Barres                  | 2.444   | 29,70%   | 6 (+2)   |
| | Veïns per Massamagrell (VpM)             |                                     | Juan Zamorano Carbonell             | 1.042   | 12,70%   | 2 (+1)   |
| | Compromís-Acord per Guanyar              |                                     | Maria José Pérez Díez               | 1.037   | 12,60%   | 2 (-1)   |
| | Vox                                      |                                     | José Manuel Palanca Navarro         | 680     | 8,30%    | 1 ()     |
| | Esquerra Unida-Endavant                  |                                     | Patricia Mari Torres                | 288     | 3,50%    | 0 (-1)   |
| | Ciutadans - Partit de la Ciutadania      |                                     | Jesús Gimeno Peris                  | 239     | 2,90%    | 0 (-2)   |
| | Vots en blanc                            |                                     |                                     | 108     | 1,30%    |          |
| Total vots vàlids i regidors | Total vots vàlids i regidors             | Total vots vàlids i regidors        | Total vots vàlids i regidors        | 8.343   | 100 %    | 17       |
| | Vots nuls                                | Vots nuls                           | Vots nuls                           | 111     |          |          |
| Participació (vots vàlids més nuls) | Participació (vots vàlids més nuls)      | Participació (vots vàlids més nuls) | Participació (vots vàlids més nuls) | 8.454   | 67,00%** |          |
| Abstenció | Abstenció                                | Abstenció                           | Abstenció                           | 4.164*  | 33,00%** |          |
| Total cens electoral | Total cens electoral                     | Total cens electoral                | Total cens electoral                | 12.618* | 100 %**  |          |
| Alcalde: Pilar Peris Barres (PP) (17/06/2023) Per majoria absoluta dels vots dels regidors (6 de PP, 2 VpM i 1 Vox)                                                |                                          |                                     |                                     |         |          |          |
| Fonts: Portal de dades de la Generalitat Valenciana, Junta Electoral de Zona de Sagunt. (* No són vots sinó electors. ** Percentatge respecte del cens electoral.) |                                          |                                     |                                     |         |          |          |

### Alcaldia
En la corporació del període 2023-2027 l'acord entre el PP, Veïns per Massamagrell (VpM) i Vox va facilitar l'accés a l'alcaldia de Pilar Peris (PP). L'acord va incloure que l'alcaldia seria alternada amb Juan Zamorano (VpM) a la segona part del mandat, a partir de l'estiu de 2025. El trencament de l'acord per part del regidor de Vox va impossibilitar el recanvi i va permetre que el candidat del PSPV Francisco Gómez tornarà a ostentar l'alcaldia de Massamagrell donat que la seua llista fou la més votada a les eleccions.
| Període                       | Alcalde o alcaldessa                                                | Partit polític      | Data de possessió                | Observacions                                       |
| ----------------------------- | ------------------------------------------------------------------- | ------------------- | -------------------------------- | -------------------------------------------------- |
| 1979–1983                     | José María Izquierdo Soro                                           | PCE-PCPV            | 19/04/1979                       | --                                                 |
| 1983–1987                     | José Maria Izquierdo Soro                                           | PCE-PCPV            | 28/05/1983                       | --                                                 |
| 1987–1991                     | Vicent Campos Oltra                                                 | PSPV-PSOE           | 30/06/1987                       | --                                                 |
| 1991–1995                     | Vicent Campos Oltra                                                 | PSPV-PSOE           | 15/06/1991                       | --                                                 |
| 1995–1999                     | José Miguel Trujillo Bernalte Dominique François Herrouin           | EUPV PP             | 17/06/1995 08/05/1998            | Pacte de govern                                    |
| 1999–2003                     | Edmundo Boria Bolinches Montserrat Gude Corbi Miguel Bailach Luengo | PSPV-PSOE IEM PP    | 03/07/1999 17/11/2001 31/07/2002 | -- Moció de censura (IEM, PP i UV) Pacte de govern |
| 2003–2007                     | Miguel Bailach Luengo                                               | PP                  | 14/06/2003                       | --                                                 |
| 2007–2011                     | Miguel Bailach Luengo                                               | PP                  | 16/06/2007                       | --                                                 |
| 2011–2015                     | Miguel Bailach Luengo                                               | PP                  | 11/06/2011                       | --                                                 |
| 2015–2019                     | Francisco Gómez Laserna Josep Lluís Galarza i Planes                | PSPV-PSOE Compromís | 24/05/2015 17/06/2017            | Pacte de govern                                    |
| 2019-2023                     | Francisco Gómez Laserna                                             | PSPV-PSOE           | 15/06/2019                       | --                                                 |
| Des de 2023                   | Pilar Peris Barres Francisco Gómez Laserna                          | PP PSPV-PSOE        | 17/06/2023 14/06/2025            | Pacte (PP+VpM+Vox) Partit més votat                |
| Fonts: Generalitat Valenciana |                                                                     |                     |                                  |                                                    |

## Monuments
- Església de Sant Joan Apòstol i Evangelista. És espaiosa, claustral, amb una façana neoclàssica a la qual s'accedix per les escales i el campanar quadrat.
- Convent de la Magdalena, o convent de Caputxins de la Magdalena, Església parroquial de la Mare de Déu del Roser.[10]

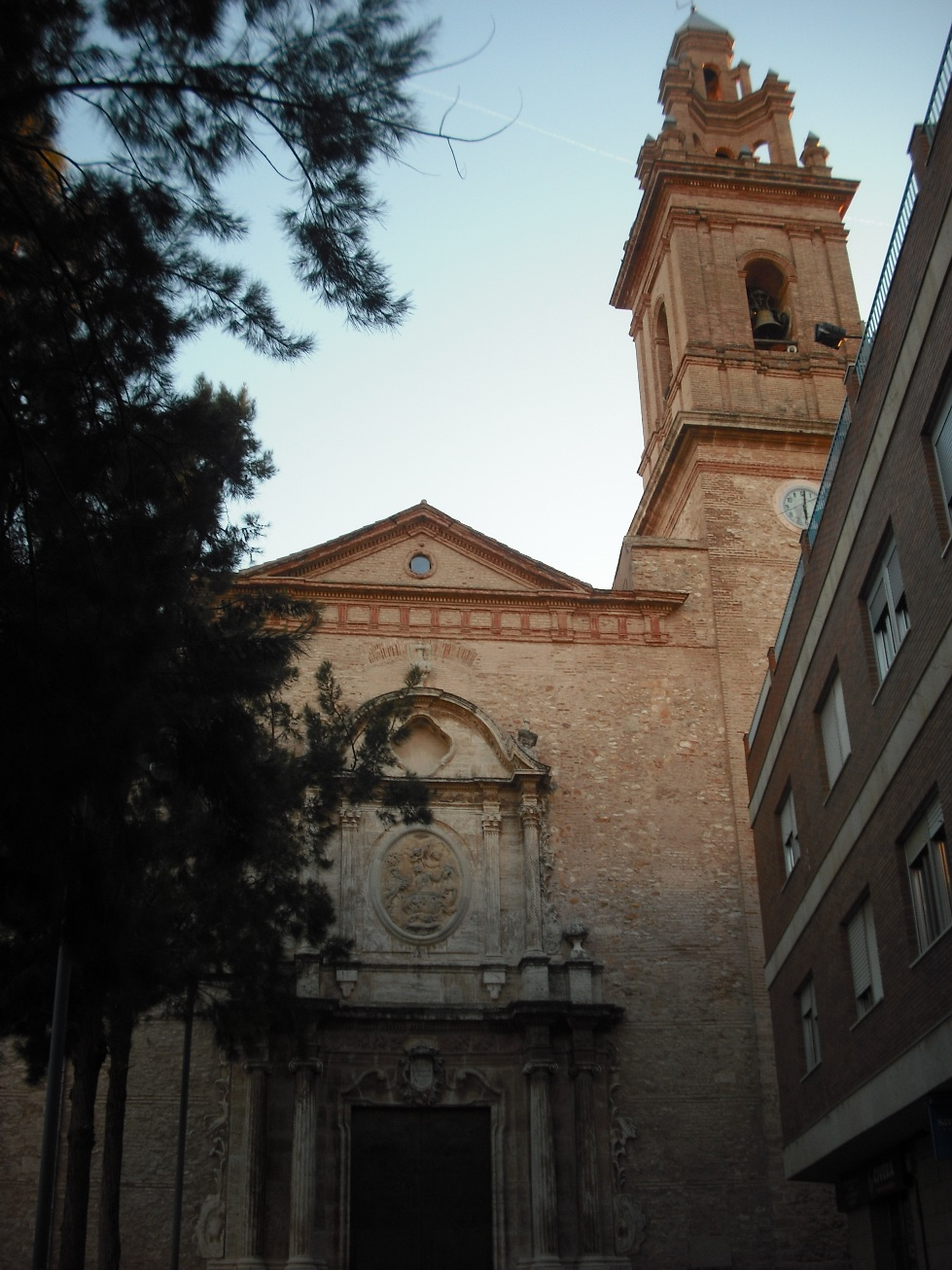
Façana de l'església

## Edificis civils
- Molí de la Lloma o de Dalt[11]
- Molí de Baix o de Massamagrell[12]
- Escorxador municipal

## Festes locals
- Festes Majors. Celebra les festes a la Mare de Déu del Rosari, Immaculada Concepció i Sant Joan Evangelista, a les darreries de setembre.

## Esports
La pilota valenciana està molt arrelada a Massamagrell, tant en la modalitat de galotxa per a aficionats, com en els professionals de l'escala i corda, nogensmenys hi ha el Trinquet Tio Pena. L'any 2009, Massamagrell acumulà quatre pilotaris a la final del Circuit Bancaixa 08/09, dels sis pilotaris que la disputaren.

## Persones il·lustres
- Lluís d'Amigó i Ferrer (1854-1934), religiós de l'orde dels caputxins, bisbe de Solsona i Sogorb, fundador de les Congregacions dels Terciaris i Terciàries Caputxines.
- Juan Bautista Martínez Beneyto (1922-2013), catedràtic de dibuix i pintor.[13]
- Juan Bautista Celda de la Visitación (1926-2000), sacerdot i pintor, canonge de la S. I. Catedral de València.
- Joaquín Lizondo Vergara (1933-2008), Ferreret, pilotari.
- José Emilio Cervera Cardona (1949), polític valencià.
- Xavier Castellar Devis (1961) ciclista valencià.
- Lluis Planes Mestre (1963), empresari.
- Agustí Peiró i Expósito (1964), escriptor.
- Francisco Javier García Atienza, (1965) Oñate II, pilotari.
- Salvador Vicente Mormeneo (1978), Salva, pilotari.
- Francesc Soro Juan (1984), Soro III, pilotari.
- Héctor Rodríguez Mestre (1988), Héctor II, pilotari.
- Àngels López Artiga (1939), compositora, cantant, pianista i pedagoga[14]